# Масальская, Нина Николаевна
Нина Николаевна Масальская (рум. Nina Masalskaya; 1901—1989) — советская, российская и молдавская актриса. Народная артистка СССР (1960).

## Биография
Родилась 5 (18) января 1901 года (по другим источникам — 19 января) в Пензе, Россия.
Окончила драматическую студию под руководством М. В. Зениной в Пензе.
В 1919—1924 годах — актриса Пензенского театра драмы им. А. В. Луначарского. Затем играла в театрах Саранска, Тамбова, Харькова, Астрахани, Челябинска, Благовещенска. В 1936—1937 годах — актриса Курского драматического театра им. А. С. Пушкина, в 1937—1949 — Транспортного театра Дальнего Востока. В 1960 году — актриса Калининского театра драмы.
В 1949—1984-х годах — актриса Кишиневского русского драматического театра им. А. Чехова.
Длительное время была членом художественного совета театра.
Скончалась 24 марта (?) 1989 года в Кишинёве. Похоронена на Центральном (Армянском) кладбище.

## Награды и звания
- Заслуженная артистка Молдавской ССР (1952)
- Народная артистка Молдавской ССР (1957)[4]
- Народная артистка СССР (1960)
- Орден Трудового Красного Знамени (7 марта 1960 года) — в ознаменование 50-летия Международного женского дня и отмечая активное участие женщин Советского Союза в коммунистическом строительстве и их заслуги перед Советским государством по воспитанию молодого поколения, за достижение высоких показателей в труде и плодотворную общественную деятельность[5].
- Орден Дружбы народов (24 февраля 1981 года) — за заслуги в развитии советского театрального искусств и в связи с восьмидесятилетием со дня рождения[6]
- Медали
- Почётные грамоты Президиума Верховного Совета Молдавской ССР

## Творчество

### Пензенский театр драмы им. А. В. Луначарского
- «Отелло» У. Шекспира — Дездемона
- «Уриэль Акоста» К. Ф. Гуцкова — Юдифь
- «Доходное место» А. Н. Островского — Полина

### Другие театры
- «Без вины виноватые» А. Н. Островского — Кручинина
- «Таланты и поклонники» А. Н. Островского — Негина
- «Последняя жертва» А. Н. Островского — Тугина
- «Гроза» А. Н. Островского — Катерина
- «Васса Железнова» А. М. Горького — Васса Железнова
- «Зыковы» А. М. Горького — Софья
- «Любовь Яровая» К. А. Тренёва — Любовь Яровая
- «Семья» И. Ф. Попова — Мария Александровна
- «Каменное гнездо» Х. Вуолийоки — хозяйка Нискавуори
- «Анна Каренина» по Л. Н. Толстому — Анна Каренина
- «Деревья умирают стоя» А. Касоны — бабушка
- «Кремлёвские куранты» А. Ф. Погодина — Забелина
- «Мать своих детей» А. Н. Афиногенова — Лагутина
- «Обрыв» по И. А. Гончарову — бабушка
- «Тихий Дон» по М. А. Шолохову — мать Прохора
- «Родственники» Э. Брагинского и Э. Рязанова - бабушка[7]